# Svenja Flaßpöhler
Svenja Flaßpöhler (Münster, 1975) es una filósofa, periodista y autora alemana. Ha sido editora en jefe del Philosophie Magazin desde 2018.

## Biografía
Flaßpöhler creció en una familia heterogénea con una media hermana y una hermanastra. Sus padres se separaron cuando tenía dos años. Cuando tenía catorce años, su madre las dejó a ella y sus hermanas con su padrastro en un pueblo de Westfalia.  De 1994 a 2001 estudió filosofía, alemán y deportes en la Universidad Wilhelms de Westfalia en Münster. En 2006 recibió una beca de la Fundación Académica Nacional Alemana doctorándose en filosofía con la obra Der Wille zur Lust. Pornographie und das moderne Subjekt (La voluntad de placer. Pornografía y el Sujeto Moderno). 
Como autora independiente, escribió numerosos ensayos y artículos de 2003 a 2011, incluso para Deutschlandradio y la revista Psychologie Heute.
De 2011 a 2016, Svenja Flaßpöhler fue redactora jefe adjunta del Philosophie Magazin (Revista de Filosofía) y de 2013 a 2016 fue crítica de libros en el programa de televisión Buchzeit de 3sat. Desde 2013 forma parte de la dirección de programación del festival de filosofía de Colonia phil.cologne.  De diciembre de 2016 a diciembre de 2017 fue editora senior de literatura y humanidades en Deutschlandfunk Kultur. Es editora en jefe del Philosophie Magazin desde enero de 2018. 
Por su libro Mein Wille geschehe. Sterben in Zeiten der Freitodhilfe (Hágase mi voluntad. Al morir en tiempos de suicidio asistido), Flaßpöhler recibió en 2007 el Premio Arthur Koestler de la Deutschen Gesellschaft Humanes Sterben (Sociedad alemana para la muerte digna). En su libro Verzeihen. Vom Umgang mit Schuld (Perdonar. Sobre cómo lidiar con la culpa) (2016) explora filosóficamente el fenómeno del perdón y cuenta sus encuentros con personas que, como perpetradores o víctimas, se enfrentan a la culpa más severa. La propia historia de Flaßpöhler y sus experiencias familiares constituye el tema central del libro, que es el más personal hasta la fecha. 
Es una de las defensoras de la Charta der Digitalen Grundrechte der Europäischen Union (Carta de Derechos Digitales Fundamentales de la Unión Europea), que fue publicada a finales de noviembre de 2016.
En enero de 2018, Flaßpöhler consideró que el movimiento MeToo tenía buenas intenciones, pero condenaba a las mujeres a un papel pasivo.  El 1 de febrero de 2018, estuvo en el programa de entrevistas de Maybrit Illner y dijo: “MeToo no sirve para nada a las mujeres”, está atrapado en patrones de pensamiento patriarcales: aquí la mujer como una víctima pasiva y moralmente pura que debe ser protegida por la sociedad; allí el hombre como un ser instintivo agresivo y un perpetrador abrumador, “La imagen que se produce es la de una mujer pasiva que reacciona ante un falo todopoderoso”. ""Quedarse quietas y quejarse después: ¿estas patadas impotentes son realmente la comprensión del autoempoderamiento y la emancipación que queremos transmitir a nuestras hijas?"  Esto provocó una polémica en el programa de entrevistas con Anne Wizorek.  En el programa Büchermarkt (Mercado del Libro) (DLF) del 7 de mayo de 2018 defendió su escrito polémico Die potente Frau (La mujer potente) (2018) sobre el tema.  En su obra Sensibel. Über moderne Empfindlichkeit und die Grenze des Zumutbaren (Sobre la sensibilidad moderna y los límites de lo razonable) publicada en 2021, Flaßpöhler examina la sensibilización social y se pregunta sobre los “límites de lo razonable”. Si bien destaca la dinámica progresista de los procesos de sensibilización histórica, critica la tendencia actual a querer proteger al sujeto de todas las exigencias irrazonables como un peligro para la sociedad liberal. Aunque comparte el deseo de un lenguaje no discriminatorio, también ve límites y el peligro de la exageración: “Es un fantasma creer que el lenguaje puede siempre y completamente hacer justicia a todos y representarlo todo”. La exigencia de Flaßpöhler es añadir a la sensibilidad una segunda cualidad: la resiliencia, que se confunde erróneamente, especialmente en los círculos de izquierda, como una estrategia de optimización neoliberal. Según Flaßpöhler, la resiliencia está dialécticamente entrelazada con la sensibilidad: surge de la vulnerabilidad. 
Fue una de los 28 primeros firmantes de una carta abierta al canciller Scholz del 29 de enero de 2022, publicada en la revista Emma en abril de 2022, que se pronuncia en contra de las entrega de armas a Ucrania tras el invasión rusa de Ucrania. 
En junio de 2022 fue una de las cofundadoras del PEN Berlín. 
Svenja Flaßpöhler vive con su marido, el autor Florian Werner, y sus dos hijos en Berlín.

## Obras
- Der Wille zur Lust. Pornographie und das moderne Subjekt. Campus, Frankfurt am Main 2007, ISBN 978-3-593-38331-6 (Dissertation Uni Münster 2006, 259 Seiten).
- Mein Wille geschehe. Sterben in Zeiten der Freitodhilfe. wjs, Berlin 2007, ISBN 978-3-937989-27-3.
- Mit Tobias Rausch, Tina Wald (Hrsg.): Kippfiguren der Wiederholung. Interdisziplinäre Untersuchungen zur Wiederholung in Literatur, Kunst und Wissenschaft. Lang, Frankfurt am Main 2007, ISBN 978-3-631-55955-0.
- Gutes Gift. Über Eifersucht und Liebe. Artemis & Winkler, Düsseldorf 2008, ISBN 978-3-491-42109-7.
- Wir Genussarbeiter. Über Freiheit und Zwang in der Leistungsgesellschaft. DVA, München 2011, ISBN 978-3-421-04462-4.
- Mein Tod gehört mir. Über selbstbestimmtes Sterben. Pantheon, München 2013, ISBN 978-3-570-55227-8.
- Verzeihen. Vom Umgang mit Schuld. DVA, München 2016, ISBN 978-3-421-04463-1.
- Die potente Frau. Für eine neue Weiblichkeit. Ullstein, Berlin 2018, ISBN 978-3-550-05076-3.
- Zur Welt kommen. Elternschaft als philosophisches Abenteuer. Múnich: Blessing. 2019. [9]
- Sensibel. Über moderne Empfindlichkeit und die Grenzen des Zumutbaren. Stuttgart: Klein-Cotta. 2021.

## Enlaces web
- Bibliografía relacionada con Svenja Flaßpöhler en el catálogo de la Biblioteca Nacional de Alemania.
- Biografía breve y bibliografía en perlentaucher.de (en alemán)
- Svenja Flaßpöhler im Munzinger-Archiv (Artikelanfang frei abrufbar)
- Página oficial